# Kvalserien till Svenska Superligan för damer 2012/2013
Kvalserien till Svenska Superligan för damer 2012/2013 spelades mellan den 25 mars och 9 april 2012 och bestod av fyra lag, varav ett från Elitserien 2011/2012 och tre lag från division 1. De två främsta lagen gick upp till SSL 2012/2013.
Vinnaren i ordinarie tid fick 3 poäng, vid oavgjort efter full speltid fick vardera lag ett poäng och matchen fortsatte till sudden death. Vinnaren i sudden death fick ytterligare en poäng - korades ingen vinnare fick inget lag extrapoäng (det vill säga att båda lagen fick nöja sig med ett poäng vardera). Förloraren i ordinarie tid fick noll poäng.

## Tabell
|    | Kvalserien    | SM | V | O | F | ÖTV | GM | IM | MS | P  |
| -- | ------------- | -- | - | - | - | --- | -- | -- | -- | -- |
| 1. | Jönköpings IK | 6  | 3 | 1 | 2 | 0   | 28 | 26 | +2 | 10 |
| 2. | Linköping IBK | 6  | 3 | 1 | 2 | 0   | 23 | 25 | –2 | 10 |
|    |               |    |   |   |   |     |    |    |    |    |
| 3. | Warberg IC    | 6  | 2 | 2 | 2 | 0   | 24 | 21 | +3 | 8  |
| 4. | Gävle GIK     | 6  | 2 | 0 | 4 | 0   | 21 | 24 | –3 | 6  |

## Källa
- Innebandy.se